# Töcksfors
Töcksfors est une localité de la commune d'Årjäng dans le comté de Värmland en Suède.
Sa population était de 1 260 habitants en 2019.